# Hypolimnas bartteloti
Hypolimnas bartteloti is een vlinder uit de familie van de Nymphalidae. De wetenschappelijke naam voor deze soort is voor het eerst voorgesteld door Henley Grose-Smith in een publicatie uit 1890.
Deze vlinder komt voor in de bossen van Kameroen, Centraal-Afrikaanse Republiek, Congo-Brazzaville en Congo-Kinshasa. 